# ナット・ターナー
ナット・ターナーまたは単にナット（英: Nat Turner、1800年10月2日 - 1831年11月11日）は、アメリカ合衆国の奴隷であり、奴隷反乱の指導者である。通常はナットと呼ばれていたので、以下ではナットと表記する。ナットの反乱は1831年、バージニア州のサザンプトン郡で起こり、アンテベラム（南北戦争に向かう時代）の南部では最も注目された黒人の反抗事例となった（ナット・ターナーの反乱）。ナットが蜂起中に行った入念な白人市民の殺戮はその伝記を議論の多いものにしているが、現在でも抑圧に反抗した黒人の英雄であると多くの者に見なされている。生まれた時のナットは姓が無く、単に名前のナットだけで記録されていた。当時の一般的な習慣に従って、その所有者サミュエル・ターナーの姓を付けて呼ばれている。

## 初期の経歴
ナットは終生バージニア州サザンプトン郡で生活したが、そこは圧倒的に黒人人口が白人に比べて多い地域であった。反乱後にその特徴が次のように書かれた。
身長5フィート6ないし8インチ (168-173 cm)、体重150ないし160ポンド (68-72 kg)、顔色はやや明るいが混血ではない、広い肩、大きくて平たい鼻、大きな目、広くて平たい足、ややがに股、キビキビと活発に歩き、頭頂の毛髪は大変薄い、唇の上と顎の先端を除いて髭は無い、片方のこめかみと首の後ろに傷跡、右腕の骨の手首近くに殴打によってできた大きな節。
ナットの知性は高く、若い頃に読み書きを学んだ。成長して信仰心が厚く、しばしば断食や祈祷をしたり、聖書の話を読んでいる姿が見られた。ナットはしばしば幻視を見たが、これを神からの伝言と解釈した。この幻視がナットの人生に大きく影響した。例えばナットが21歳の時、主人の所から逃げ出したが、そのような幻視を見た後に1ヶ月で戻ってきた。ナットはしばしばバプテストの礼拝を行い仲間の奴隷にも説教を行ったので、仲間からは「予言者」と呼ばれた。エセルレッド・T・ブラントリーのような白人にも影響を与えており、ナットは「邪悪であることを止めろ」とブラントリーに言って説得できたと言った。1828年早くに、ナットは「全能の神の御手により大きな目標を命じられた」と確信するようになった。主人の農園で働いていた5月12日、ナットは「天から大きな音が聞こえ、聖霊が現れて私に『悪魔の蛇は解き放たれた。キリストは人の罪のために持っていた軛（くびき）を捨てた。』と語り、また『すぐに立ち上がって蛇と戦うべきである。なぜなら初めが終わりであり、終わりが初めとなる時が急速に近付いているからだ。』とも言った。」ナットは神が「彼らの武器で私の敵を殺す」使命をナットに与えたと確信した。ナットは「私に与えられた大きな使命について、最も信頼を寄せていた4人に話した。」その4人とは仲間の奴隷、ヘンリー、ハーク、ネルソン、およびサムであった。

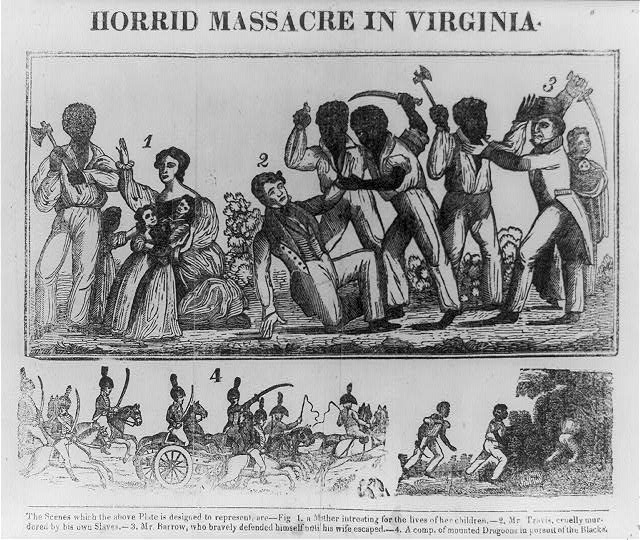
ナット・ターナーの反乱の様子を描いた19世紀の木版画

1831年2月ころからナットは、ある気象条件が彼や仲間のアフリカ系アメリカ人を奴隷として拘束している者達に対する反乱の準備を始めるべき兆候と解釈できると信じ始めた。
1831年2月12日、バージニアで金環日食が観測された。ナットはこの現象を反乱の準備を始めるべきと時と捉えた。反乱は当初、独立記念日の7月4日と計画されたが、彼や仲間達の慎重な配慮と病気もあって延期された。8月13日、もう一度日食が起こり、この時は太陽が青みがかった緑に見えた。ナットはこれを最後の兆候と解釈し、1週間後の8月21日に反乱が始まった。

## 反乱
ナットは数人の信頼できる仲間の奴隷と事を始めた。反乱は家から家へと伝わり、奴隷を解放し、見付けた白人全てを殺した。最終的に反乱に加わった奴隷は自由黒人を含めて50名以上になった。
この反乱では攻撃を掛ける地域の誰にも警告を発するつもりが無かったので、当初はナイフ、手斧、鉞（まさかり）など鈍器を用い火器は使わなかった。ナットは仲間に「全ての白人を殺せ」と呼びかけた。この反乱は相手の年齢や性別を区別しなかった。ただし、ナットは後に女、子供また降伏した男は救おうと考えていたと言った。ナットとその反乱部隊が白人民兵の抵抗に遭った時、既に57名の白人男女、子供が殺されていた。

## 逮捕と処刑
ナット・ターナーの反乱は48時間内に鎮圧されたが、ナットは直ぐには逮捕されず、2ヶ月以上経過した10月30日、洞穴に隠れているところを発見されて拘束された。11月5日、ナットは裁判に掛けられ、即日、死刑を宣告された。ナットは11月11日にバージニア州エルサレム（現在のコートランド）で絞首刑に処された。ナットの遺骸は体皮を剥がれ、頭を刎ねられ、八つ裂きにされたうえで、幾つかの体の部分は白人が土産に持ち帰った。ナットが収監されているときに監獄を訪れた弁護士のトマス・ラフィン・グレイは、ナットが逃亡している間に成された研究と公判前にナットと交わした会話から「ナット・ターナーの告白」を書き上げ、処刑後に出版した。
この文書はナットに関する一次史料である。しかし、著者の偏見が入り、事実を隠したり、そうではないことを不適切に強調したりしている可能性がある。例えば、ナットが「我々は我々の血に対する渇きを満足させるような犠牲者には出会わなかった」と言ったというが、その可能性は疑問である。しかし、この本には真実と思われるものも含まれており、特にナットが幻視について語るところや、ナットの子供時代の話は信憑性がある。

## その後
バージニア州は蜂起に関わったとされる容疑者、全部で55名の黒人を処刑した。その後、200名近い黒人が、その多くが反乱には何の関係も無かったにも拘わらず、怒った白人の暴徒に殴られ、拷問を受け、殺された。
ナット・ターナーの反乱の前に、バージニア州でもかなりの程度奴隷制度廃止運動があった。これは1820年代に古い南部で奴隷制が利益の薄いものになりつつあるという経済的な理由と、特にバージニアの海岸地帯や山麓地帯で増加する黒人人口の中にいる白人の恐怖感が関わっていた。運動の方策は西アフリカに植民地を創って黒人を戻すというものであり、実際に多くの黒人奴隷が解放されてアフリカのリベリアに送られた（奴隷制度廃止運動#植民地化とリベリアの創設を参照）。この運動を行った者の大半は知事代行のジョン・フロイドを含め、再定住を支持した。白人種についての考察と道徳的潔癖感もそれらの運動家の多くに影響を与えた。
しかし、ナット・ターナーのような反乱が繰り返されることを恐れ、南部中の中道で有ったものや奴隷所有者を極端な方向に走らせた。地方自治体は奴隷や自由黒人に対して抑圧的な政策を打ち立てた。バージニアの全ての黒人の自由はきつく制約され、議論があれば同様な奴隷の反乱を奨励する恐れがあるという理由で、奴隷制に関して疑問を口にすることを禁じる公的な政策も作られた。ナット・ターナーの反乱前のバージニアでそのような政策と奴隷制そのものを支持する傾向があったことを示す証拠もある。これは恐らく、南部の農業経済が回復し、アメリカ大陸の中で奴隷制が拡がることにより、過剰だった海岸地帯の奴隷も市場性のある財産になってきたからであった。ナットの行動はこのような傾向を加速させたと考えられる。
大衆の反応と白人の生命が失われたことに関して、アメリカ合衆国の奴隷所有者社会を揺るがすような奴隷蜂起は他に起こらなかった。このために、ナットはアフリカ系アメリカ人や世界中の汎アフリカ主義者の間では英雄と見なされている。
ナットは1940年代の歴史学界で注目を浴びるようになった。歴史家のハーバート・アプテカーはアンテベラムの南部で奴隷の反抗に関する最初の重要な学術論文を出版した。アプテカーは南部の奴隷制における搾取的状態の中でいかに奴隷の反乱が起こされたかを強調した。アプテカーは南部中の図書館や文書保管所を渉猟し、約250件におよぶ類似例を探し出した。しかしそのどれもナット・ターナーの反乱のような規模ではなかった。
ウィリアム・スタイロンの小説『ナット・ターナーの告白』は1968年のピューリッツァー賞を受賞した。この作品は広範な批評家や大衆の賞賛を得たが、黒人の批評家の中にはそれを人種差別主義と考える者がおり、レロン・ベネット・ジュニアの言葉を借りれば、「人の人生の意味を盗むために配慮された試み」と言われた。
2003年の映画『Nat Turner: A Troublesome Property（ナット・ターナー、問題の財産）』はチャールズ・バーネットの監督作品である。ナットの異論の多い伝説と多くの著作家がその考えを表すためにナットを使ってきた方法とを慎重に捕らえている。2016年の映画『バース・オブ・ネイション』もナットを主人公としている。